# Hattorioceros striatisporus
Hattorioceros striatisporus är en bladmossart som först beskrevs av Jiro Hasegawa, och fick sitt nu gällande namn av Jiro Hasegawa. Hattorioceros striatisporus ingår i släktet Hattorioceros och familjen Notothyladaceae. Inga underarter finns listade i Catalogue of Life.